# كتيبة بانزر الثقيلة 508
كتيبة بانزر الثقيلة 508 (بالألمانية: "schwere Panzerabteilung 508") تختصر: "s PzAbt 508") أبتيلونغ بانزر ألمانية ثقيلة خلال الحرب العالمية الثانية، مجهزة بالدبابات الثقيلة. قاتلت في أنزيو ودافعت فيما بعد عن شمال إيطاليا الذي تسيطر عليه ألمانيا وتعارض الحلفاء خلال الحملة الإيطالية. قاتلت في إيطاليا حتى استسلمت في نهاية الحرب في مايو 1945.

## تشكيل - تكوين
تم تشكيل الكتيبة جزئيًا في 11 مايو 1943 في فرنسا باستخدام أفراد من كتيبة من الفوج بانزر التاسع والعشرين. تم إلحاق السرية الثالثة من السرية بانزر 313 (فونكلينك) - وهي سرية تايجر مجهزة بمركبات هدم بورجوارد بي الرابعة عن بعد. بحلول 24 يناير 1944، كانت الكتيبة بكامل قوتها ب45 دبابة تايجر تحت قيادة الرائد هودل. 
| قيادة الكتيبة </br> 3 × النمر الأول |                                     |                                     |                                    |                                    |                                    |                                                          |                                                          |                                                          |
| قيادة الشركة الأولى 2 × النمر الأول | قيادة الشركة الأولى 2 × النمر الأول | قيادة الشركة الأولى 2 × النمر الأول | أمر الشركة الثانية 2 × النمر الأول | أمر الشركة الثانية 2 × النمر الأول | أمر الشركة الثانية 2 × النمر الأول | قيادة الشركة الثالثة 2 × النمر الأول 8 × بورجوارد الرابع | قيادة الشركة الثالثة 2 × النمر الأول 8 × بورجوارد الرابع | قيادة الشركة الثالثة 2 × النمر الأول 8 × بورجوارد الرابع |
| الفصيلة الأولى 4 × النمر الأول      | الفصيلة الثانية 4 × النمر الأول     | الفصيلة الثالثة 4 × النمر الأول     | الفصيلة الأولى 4 × النمر الأول     | الفصيلة الثانية 4 × النمر الأول    | الفصيلة الثالثة 4 × النمر الأول    | الفصيلة الأولى 4 × النمر الأول 9 × بورجوارد الرابع       | الفصيلة الثانية 4 × النمر الأول 9 × بورجوارد الرابع      | الفصيلة الثالثة 4 × النمر الأول 9 × بورجوارد الرابع      |

## عمليات

### أنزو
الانتقال إلى الجبهة

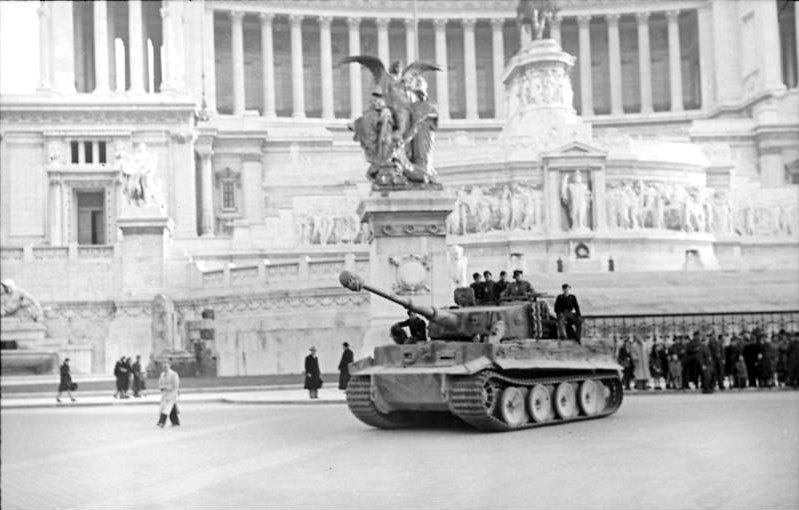
دبابة تايجر 1 من الكتيبة 508 في روما، فبراير 1944

في أوائل فبراير 1944 تم إرسال الكتيبة لمعارضة إنزال الحلفاء في أنزيو. انتهى النقل بالسكك الحديدية في فيكولي في إيطاليا، بعيدًا عن رأس العدو. ولأن التفوق الجوي للحلفاء جعل من الصعب النقل بالسكك الحديدية،  سارت الكتيبة المسافة المتبقية عبر روما. اشتعلت النيران في أحد دبابات تايجر ودمرت في انفجار. عانى ستون في المئة من دبابات تايجر من الانهيار الميكانيكي على بعد 200 كيلومتر (120 ميل) عبر الطرق الجبلية الضيقة والمتعرجة.  بحلول 14 فبراير، نشرت السرية الأولى مجزأة في منطقة أنزيو بالقرب من أبريليا (المعروفة باسم المصنع )، عندما وصلت السرية الثانية إلى روما. 

## القادة
- رائد Helmut Hudel (January 1944 – May 1944) (dismissed)
- هاوبتمان Stelter (August 1944 – May 1945)